# مونته کاسینو

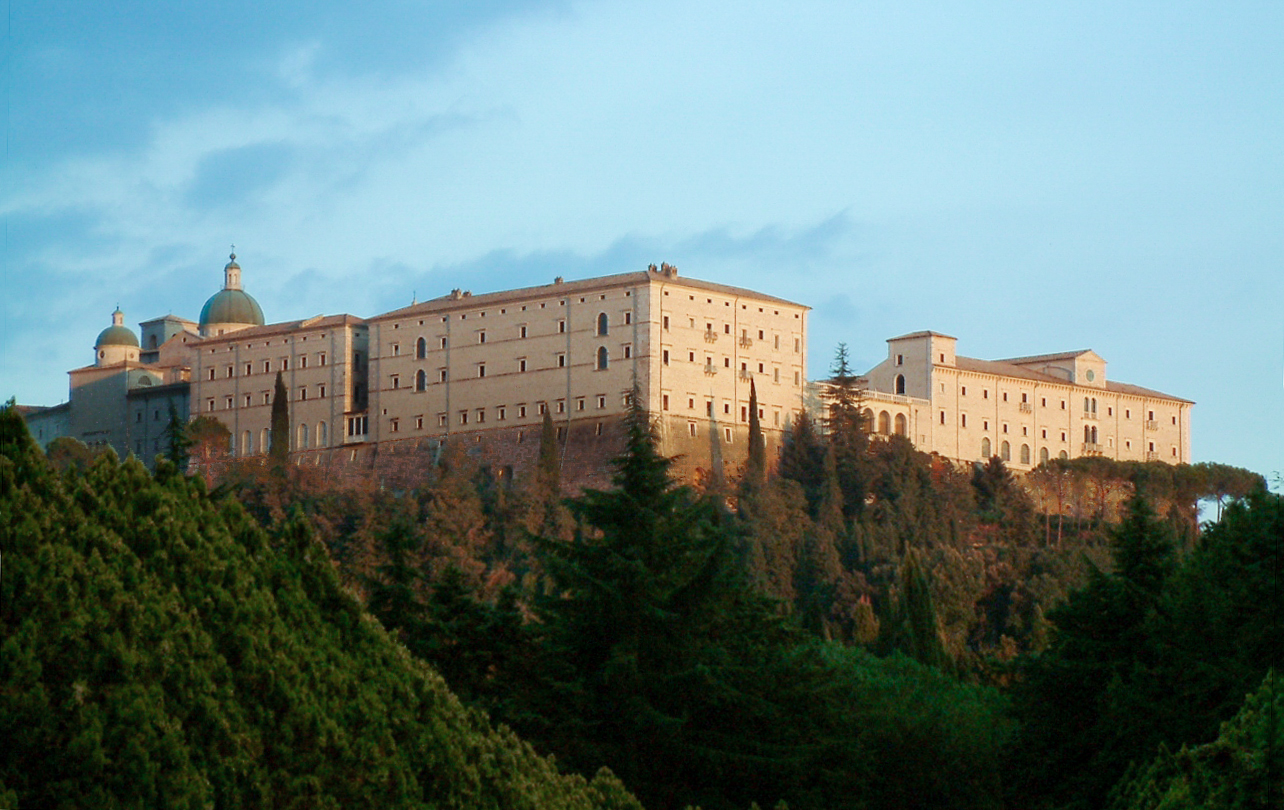
صومعه بازسازی شده مونت کازینو

مونت کازینو، (به انگلیسی: Monte Cassino) یک تپه سنگی در ۱۳۰ کیلومتری جنوب شرق رم در ایتالیا می‌باشد. این تپه در نزدیک دو کیلومتری شهر کازینو قرار گرفته و ۵۲۰ متر ارتفاع دارد. در سال ۵۲۹ میلادی بندیکت قدیس از نورسیا یک صومعه در این تپه بر پا نمود که بعدها سرچمشهٔ فرقه بندیکت گشت.

این مکان ستاد نبرد مونت کازینو در سال ۱۹۴۴ بود و بسیاری از پاپ‌ها بارها از این مکان دیدن کرده‌اند.